# Vinay Pathak
Vinay Pathak (Arrah, 27 luglio 1968) è un attore e produttore cinematografico indiano.
Ha recitato a Bollywood in numerosi film a partire dal 1996, oltre ad aver lavorato in precedenza come presentatore televisivo. Nel 2008 ha prodotto la sua prima pellicola, Dasvidanya, a cui ha preso parte anche come attore.

## Filmografia parziale
- Fire, regia di Deepa Mehta (1996)
- Hum Dil De Chuke Sanam, regia di Sanjay Leela Bhansali (1999)
- Jism, regia di Amit Saxena (2003)
- Water - Il coraggio di amare (Water), regia di Deepa Mehta (2005)
- Destiny's Bride (Partition), regia di Vic Sarin (2007)
- Johnny Gaddaar, regia di Sriram Raghavan (2005)
- Manorama Six Feet Under, regia di Navdeep Singh (2007)
- Dasvidanya, regia di Shashant Shah (2008)
- Un incontro voluto dal cielo (Rab Ne Bana Di Jodi), regia di Aditya Chopra (2008)
- S.R.K., regia di Ajoy Varma (2009)
- Badlapur, regia di Sriram Raghavan (2015)
- Motu e Patlu: Il re dei re, regia di Suhas Kadav (2016)